# Inkrementeller Zonentransfer
Der inkrementelle Zonentransfer (vom englischen Incremental Zone Transfer, kurz IXFR genannt) ist ein Verfahren, das im Domain Name System des Internets zum Aktualisieren von Zonendateien verwendet wird. Es regelt die Kommunikation zwischen einem Primary-Nameserver, der über die aktuellen Daten verfügt, und den Secondary-Nameservern, deren Daten aktualisiert werden sollen.

## Ziele
Ziel des inkrementellen Zonentransfers ist es, die Menge der zu übertragenden Daten zu minimieren. Im Gegensatz zum vollständigen Zonentransfer Asynchronous Xfer Full Range (AXFR) werden deshalb nur die geänderten Sätze vom Primary zu den Secondaries kopiert. Die Einsparungen können besonders beim Notify-Verfahren erheblich sein. Bei einer Zone mit 10.000 Resource Records, die häufig geändert wird und von einem Primary an vier Secondaries verteilt werden muss, wäre der Aufwand, mit AXFR bei jeder Änderung die komplette Zone zu übertragen, unverhältnismäßig groß.
Um sicherzustellen, dass zwischen Primary und Secondaries keine Inkonsistenzen des Datenbestands entstehen, ist auf dem Primary eine aufwändige Buchführung aller Änderungen erforderlich. Informationen über neue oder gelöschte RRs werden zunächst gesammelt und in einer Datei gesichert. Je nach DNS-Servertyp existieren dazu unterschiedliche Verfahren. Der freie DNS-Server BIND zum Beispiel speichert alle (dynamischen) Änderungen in sogenannten Journal-Files.

## Einschränkungen
Der inkrementelle Zonentransfer ist praktisch nur beim Notify-Verfahren sinnvoll. Beim Einsatz von BIND-Nameservern ist zu beachten, dass nur dynamische Updates einbezogen werden. Bei manuellen Änderungen eines Zonefiles muss nämlich ein BIND-Server zurückgesetzt werden, was einen kompletten Zonentransfer nach sich zieht.

## Weitere Details
Der IXFR wird vom Secondary mit einer UDP-Message (DNS-Query-Typ 251) eingeleitet. Der Primary sendet daraufhin eine Liste mit allen Änderungen. Ein Listenelement enthält dabei den SOA-RR und den geänderten RR (u. U. auch mehrere RRs). Bei einem gelöschten RR wird der SOA-RR vor dem Löschen und bei einem hinzugefügten RR der SOA nach dem Hinzufügen verwendet. Der Secondary arbeitet die empfangene Liste ab und synchronisiert sich so mit dem Primary.
Pro Änderung wird also ein Listenelement mit mindestens zwei RRs übertragen. Bei sehr vielen Änderungen kann ein inkrementeller Zonentransfer umfangreicher sein als ein vollständiger. Ein Primary darf in derartigen Fällen auf einen IXFR-Request eines Secondaries mit einem AXFR reagieren. In anderen Fällen heben sich Änderungen auf. So kann es etwa vorkommen, dass ein neuer Name hinzugefügt und wenig später wieder entfernt wird. Der Primary kann dann diese irrelevanten Zwischenschritte bei der Übertragung der Liste weglassen.